# Learning Planet Institute
Pour les articles homonymes, voir CRI.
Le Centre de recherches interdisciplinaires (CRI) est un département de formations supérieures et un centre de recherche français rattaché à Université Paris Cité, avec pour orientation principale la triade sciences du vivant, recherches en éducation et technologies numériques. L'initiative bénéficie du soutien financier de la fondation Bettencourt Schueller.
En 2021, afin de démultiplier son impact le Centre de recherches interdisciplinaires (CRI) est devenu le Learning Planet Institute avec pour objectif de contribuer à la création de la société apprenante.

## Histoire
En 2000, François Taddei et Ariel Lindner, chercheurs à l’Inserm, ont l’idée de créer un complexe interdisciplinaire. Au milieu des années 2000, leur projet obtient le soutien financier de la fondation Bettencourt Schueller. Le centre de recherche interdisciplinaire est finalement fondé en 2005. Il expérimente et partage de nouvelles façons d’apprendre, d’enseigner, de conduire des recherches et de mobiliser l’intelligence collective.
Le jeudi 4 octobre 2018, le CRI a inauguré un nouveau campus, 8 et 10 rue Charles V, dans le 4ème arrondissement de Paris. Il s'agit de l’hôtel de Maillé, datant du XVIIe siècle, et précédemment hôtel particulier puis siège d'une laiterie industrielle.
En 2023, le centre, qui s'est converti au conseil, s’attire de plus en plus de critiques.

## Principe
L'Institut s'appuie sur des approches inversées, l'intelligence collective, l'apprentissage par projets, l'engagement (learning by doing), puis l'immersion professionnelle. Les étudiants sont rapidement mis en situation d'autonomie concrète. Le CRI possède une École doctorale Frontières du Vivant No 474, soutenant principalement des recherches en biologie cellulaire ainsi que des projets interdisciplinaires variés autour de l'apprentissage et des sciences.
Il porte différents projets ayant pour vocation d'encourager de nouvelles méthodes d'apprentissage. Le programme Savanturiers - École de la recherche développe l'éducation par la méthode scientifique en milieu scolaire et le périscolaire. La MOOC factory soutient la création de MOOCs variés, généralement dans les domaines de l'éducation et des sciences. Le MakerLab démontre l'apprentissage par projets d'ingénierie.
Du fait de son approche interdisciplinaire et par projet, le Learning Plant Institute héberge aujourd'hui différentes associations dont certaines créées par les étudiants telles que WAX Science (What About Xperiencing Science), le siège social Europe de iGEM Fondation, l'association Le Cartable Fantastique ou Beyond Education qui partage la même vision et la même approche interdisciplinaire.

## Formations
En partenariat avec Université Paris Cité, le Learning Planet Institute propose une Licence Frontières du Vivant (FdV), un Master Approches Interdisciplinaires et Innovantes de la Recherche et de l’Enseignement (AIRE) comprenant les parcours Life Sciences (AIV), Learning Sciences et Digital Sciences, ainsi que l'école doctorale dérogatoire FIRE.

### Une licence scientifique interdisciplinaire
La licence Frontières du Vivant est une formation généraliste et interdisciplinaire. Elle vise à transmettre aux étudiants une solide culture scientifique centrée sur l’étude du vivant, toujours en interaction avec la physique, la chimie, les mathématiques, l‘informatique ou encore les sciences sociales.
Ce programme cherche à favoriser l’innovation pédagogique en plaçant l’étudiant au cœur de son apprentissage à travers des enseignements, une sensibilisation à la recherche sous forme de projets et l’exploration de milieux professionnels (laboratoires, entreprises, associations).